# Stictolobus minor
Stictolobus minor är en insektsart som beskrevs av Fowler. Stictolobus minor ingår i släktet Stictolobus och familjen hornstritar. Inga underarter finns listade i Catalogue of Life.